# 卡斯塔内 (塔恩-加龙省)
卡斯塔内（法語：Castanet）是法国奥克西塔尼大区塔恩-加龙省的一个市镇，位于该省东部，与阿韦龙省接壤，属于蒙托邦区。该市镇的总面积为22.07平方公里，2009年时的人口为289人。

## 交通
塔恩-加龙省省道D75线经过镇中心，另有省道D84线过境。

## 人口
卡斯塔内人口变化图示
| 数据来源：INSEE |